# Elisabeth Erdmann-Macke

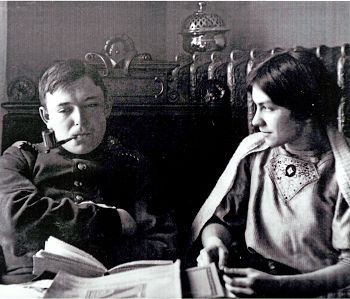
Elisabeth Gerhardt mit August Macke, in Bonn, 1908. Macke in der Uniform eines Einjährig-Freiwilligen, erkennbar an den schwarz-weißen Schnüren an den Außenrändern der Achselklappen

Elisabeth Erdmann-Macke (geb. 11. Mai 1888 in Bonn als Elisabeth Gerhardt; gest. 17. März 1978 in Berlin) war eine deutsche Schriftstellerin biografischer Texte und Erinnerungen, in deren Zentrum ihr Leben mit dem expressionistischen Maler August Macke steht. Er porträtierte sie mehr als zweihundert Mal.

## Leben

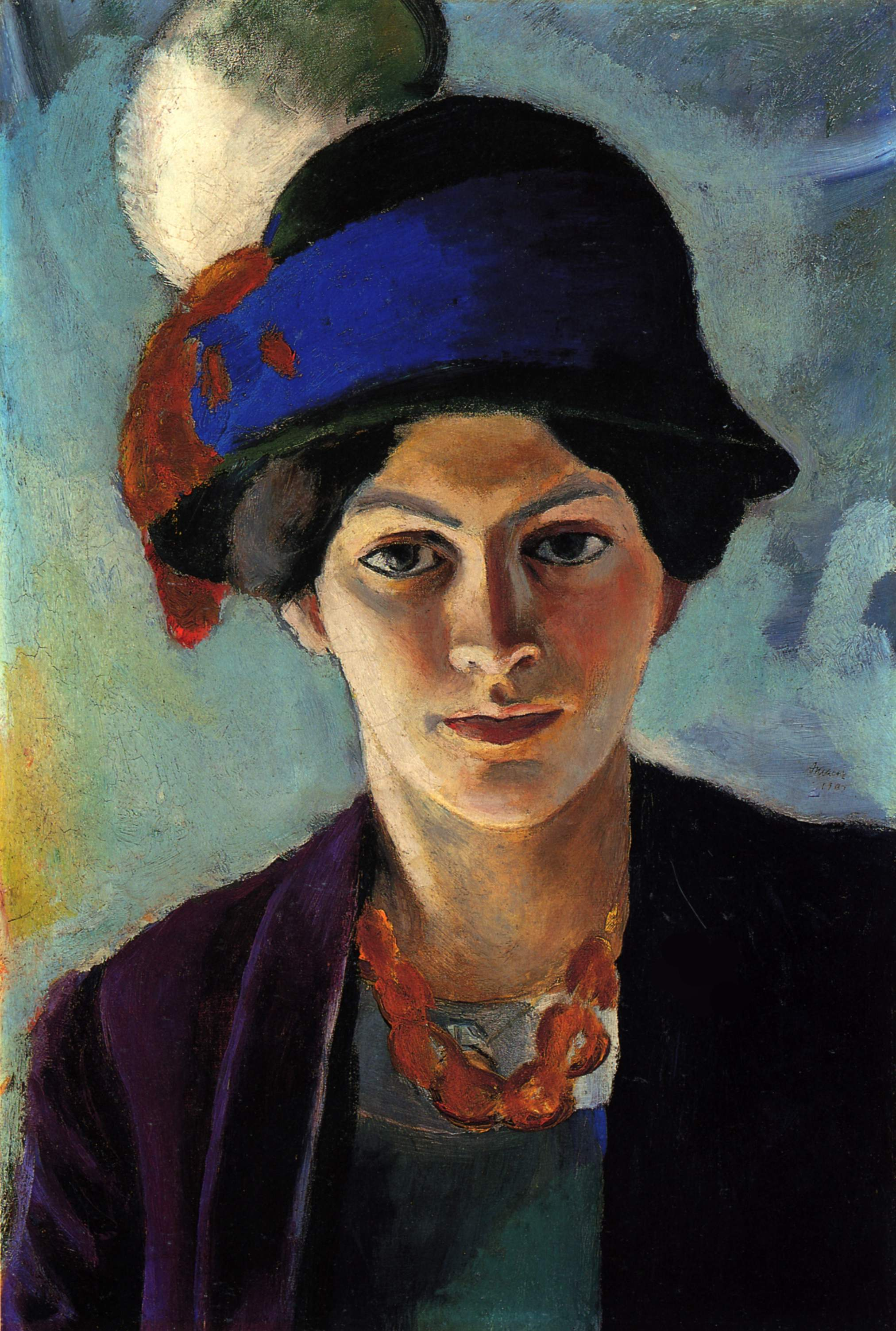
August Macke: Porträt der Frau des Künstlers mit Hut (1909)

Elisabeth Gerhardt, genannt Lisbeth, wurde in eine wohlhabende Bonner Kaufmannsfamilie geboren. Ihr Vater, Carl Heinrich Gerhardt, besaß eine Fabrik für pharmazeutische Geräte. Ihre Mutter kam aus Erfurt und ihr Onkel mütterlicherseits war der Berliner Industrielle Bernhard Koehler. 1903 lernte Elisabeth auf dem gemeinsamen Schulweg auf der Meckenheimer Straße in Bonn (heute: Thomas-Mann-Straße) den 16 Jahre alten August Macke kennen. Ihre Liebe hielten beide geheim, doch unter dem Vorwand, Elisabeths Bruder porträtieren zu wollen, wurde er ein häufiger Gast im Haus ihrer Eltern. Als ihr Vater im Mai 1905 schwer erkrankte, wurde Elisabeth zu einer Offizierswitwe nach Bern geschickt, die junge Mädchen zur Ausbildung aufnahm. Dort erhielt sie Unterricht in den Sprachen Französisch, Englisch und Italienisch, in Musik, Haushaltsführung und Gartenarbeit. Sie soll eine gute Klavierspielerin gewesen sein.
Als sie am 5. Oktober 1909 August Macke heiratete, war sie schwanger. Aus der Ehe gingen zwei Söhne hervor. Eine enge Künstlerfreundschaft verband August Macke mit Franz Marc. Elisabeth Macke und Maria Marc freundeten sich ebenfalls an.  Die beiden Paare trafen sich im Kreis der Künstlergruppe Blaue Reiter in Gabriele Münters Haus in Murnau, besuchten sich und korrespondierten miteinander. Am 1. August 1914 wurde August Macke zum Kriegsdienst einberufen. Wenig später rückte er an die französische Front aus, wo er am 26. September im Gefecht fiel. Seine Witwe erhielt die offizielle Todesmeldung von seinem Regiment erst einen Monat später.
1915 begann sie die Geschichte ihrer Liebe und Ehe, Episoden aus dem Familienleben, von Reisen und Begegnungen mit künstlerischen Weggefährten ihres Mannes aufzuzeichnen, um ihren Söhnen „ein Bild ihres Vaters zu bewahren“.
1916 heiratete sie einen Schulfreund Mackes, den Publizisten Lothar Erdmann, mit dem sie drei weitere Kinder hatte. Die Familie zog 1925 nach Berlin-Tempelhof. Ihr ältester Sohn Walter starb 1927 17-jährig nach einer Scharlachinfektion. 1939 wurde Lothar Erdmann verhaftet und im KZ Sachsenhausen ermordet. Elisabeth Erdmann-Macke lagerte das Werk August Mackes aus ihrem Berliner Haus aus und rettete es so vor der Zerstörung. Von Mackes Briefen ließ sie Kopien anfertigen. Fast alle Originale gingen 1943 bei einem Bombardement des Hauses verloren.
1948 kehrte Elisabeth Erdmann-Macke nach Bonn zurück. Sie lebte bis 1975 im Atelier August Mackes und nahm am kulturellen Leben der Stadt teil. Mit einem Essay von Lothar Erdmann, der erstmals 1928 in einem von Ernst Jünger herausgegebenen Sammelband erschienen war, veröffentlichte sie 1962 ihre Erinnerung an August Macke als Buch.

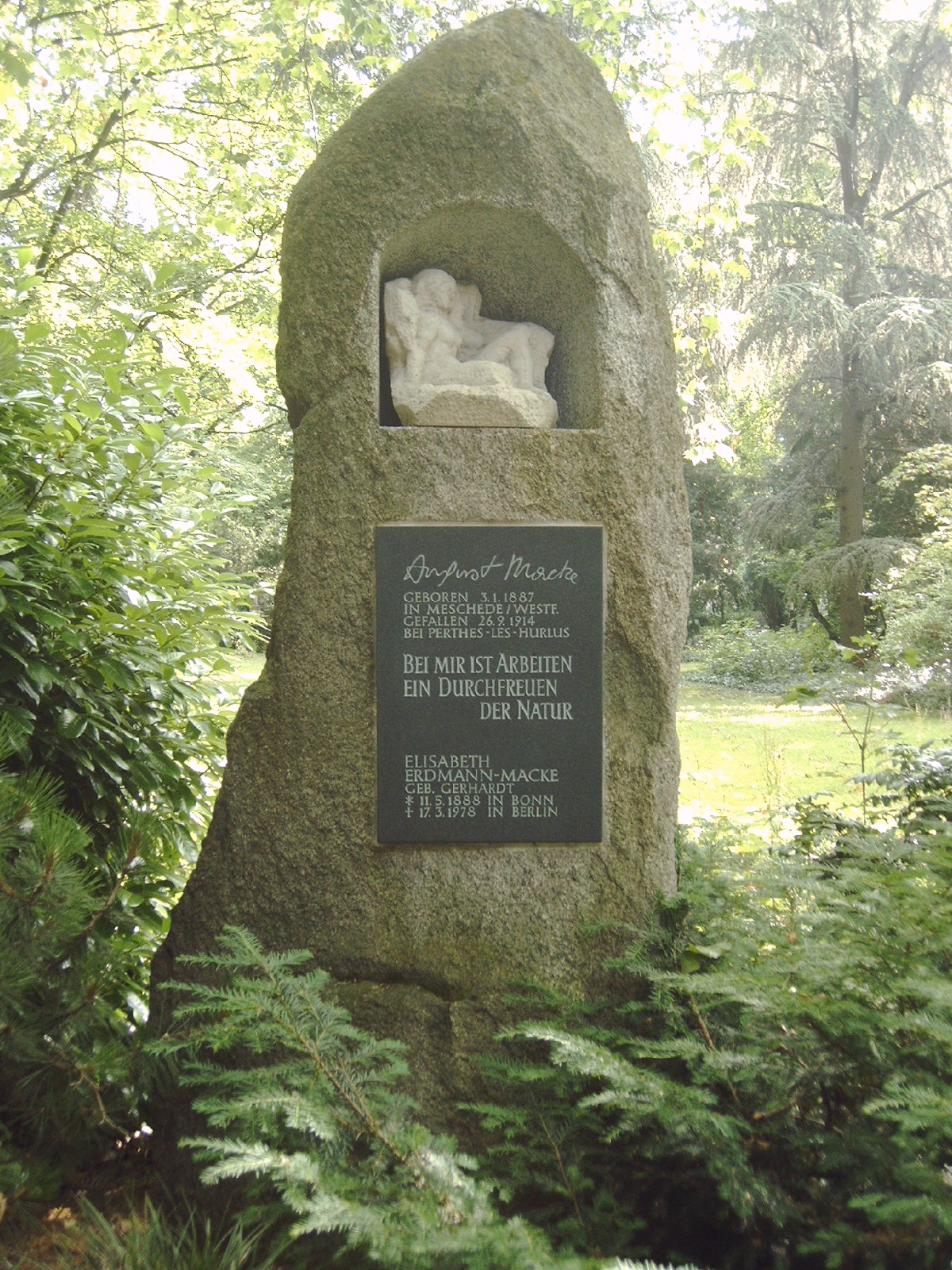
Gedenkstein für August Macke und Elisabeth Erdmann-Macke auf dem Alten Friedhof Bonn

In den 1970er Jahren schrieb Elisabeth Erdmann-Macke ihre Erinnerungen an Begegnungen mit bedeutenden Personen der Kunstwelt auf, darunter Robert und Sonia Delaunay, Lyonel Feininger, Paul Hindemith, Wassily Kandinsky, Paul und Lily Klee, Franz und Maria Marc, Paul Magar, Herwarth Walden und Mary Wigman. Sie berichtet über Kunstausstellungen und schildert das kulturelle und gesellschaftliche Zeitgeschehen, vor allem in den Jahren 1905 bis 1914. Erst 2009 wurden die 110 Manuskripte unter dem Titel Begegnungen erstmals vollständig in einem Buch publiziert. Die Manuskripte befinden sich zusammen mit den von 1905 bis 1978 geführten Tagebüchern und Korrespondenzen von Elisabeth Erdmann-Macke und ihrer Familie im Archiv des August-Macke-Hauses. Anlässlich der Buchveröffentlichung beschäftigte sich die Ausstellung „Mein zweites Ich“ – August und Elisabeth Macke im Macke-Haus mit der künstlerischen Auseinandersetzung August Mackes mit seiner Frau.
Ihre beiden letzten Lebensjahre verbrachte Elisabeth Erdmann-Macke bei ihren Kindern aus der Ehe mit Lothar Erdmann in Berlin, wo sie 1978 fast 90-jährig starb.

## Veröffentlichungen
- Erinnerung an August Macke. Mit einem Essay von Lothar Erdmann und 20 Abbildungen. Kohlhammer, 1962; 16. Aufl. Fischer Taschenbuch, Frankfurt am Main 2006, ISBN 978-3-596-25660-0
- Begegnungen. Herausgegeben und mit biografischen Überblicken kommentiert von Margarethe Jochimsen und Hildegard Reinhardt. Kerber Verlag, Bielefeld 2009, ISBN 978-3-86678-292-1.
- Margarethe Jochimsen, Hildegard Reinhardt (Hrsg.): Elisabeth Erdmann-Macke, Tagebücher Mai 1905 bis März 1948. Mit 100 Abbildungen und CD. Kerber Verlag, Bielefeld / Berlin 2021, ISBN 978-3-7356-0664-8.

### Ausstellungskatalog
- „Mein zweites Ich“: August und Elisabeth Macke (= Schriftenreihe August Macke Haus. Bd. 56). Bonn 2009, ISBN 978-3-929607-58-1.